# 로이도
로이도(1991년 2월 28일 ~ )는 대한민국의 가수 겸 음악PD다. 2012년 릴 디노의 6AM을 피처링했으며, 2013년 싱글 앨범 [Shining Star]로 정식 데뷔했다.

## 방송
- 슈퍼스타K 2 - Top24(14위)